# Apostolischer Nuntius in Mexiko
Der Apostolische Nuntius in Mexiko ist der ständige Vertreter des Heiligen Stuhles (also des Papstes als Völkerrechtssubjekt) bei der Regierung des Staates Mexiko. 
Pius IX. entsandte Monseñor Luigi Clementi, Titularerzbischof von Damaskus, als ersten Nuntius für Mexiko und Zentralamerika. Als Clementi im November 1851 in Mexiko sein Akkreditierungsschreiben vorlegen wollte, entschied eine Mehrheit von 53 zu 33 Stimmen des Parlamentes, dass Pius IX. nicht anerkannt werde. Am 12. Januar 1861 ließ Benito Juarez, Luigi Clementi mit Joaquín Francisco Pacheco und Felipe Neri del Barrio, den guatemaltekischen Gesandten ausweisen. Girolamo Prigione wurde am 24. Mai 1993 von Juan Jesús Posadas Ocampo am Flughafen Puebla erwartet und war der erste apostolische Delegat, der als Nuntius bei der Regierung von Carlos Salinas de Gortari akkreditiert wurde.
- 26. August 1851 bis 1861: Luigi Clementi
- 1. Oktober 1864 bis 26. Oktober 1865: Pier Francesco Meglia
- 1896 bis 1899: Nicola Averardi machte eine Apostolische Visitation
- 1902: Ricardo Sanz de Samper y Campuzano[3]
- 6. Januar 1904 bis 2. März 1912: Domenico Serafini OSB
- 10. Januar 1912 bis 1919: Tommaso Pio Boggiani OP
- 10. März 1921 bis 22. Juli 1921: Pietro Benedetti
- 22. Juli 1921 bis 31. März 1923: Ernesto Eugenio Filippi
- 22. Dezember 1925 bis 8. März 1927: Jorge José Caruana
- 13. April 1951 bis 27. September 1956: Guglielmo Piani SDB
- 15. Dezember 1956 bis 30. Juni 1967: Luigi Raimondi
- 9. September 1967 bis 20. Juni 1970: Guido del Mestri
- 6. Juli 1970 bis 2. Juni 1973: Carlo Martini
- 6. Juni 1973 bis 16. November 1977: Mario Pio Gaspari
- 24. November 1977 bis 17. Januar 1978: Sotero Sanz Villalba
- 7. Februar 1978 bis 2. April 1997: Girolamo Prigione
- 2. April 1997 bis 11. Februar 2000 Justo Mullor García
- 1. März 2000 bis 16. September 2000: Leonardo Sandri
- 27. Dezember 2000 bis 11. Januar 2007: Giuseppe Bertello
- 22. März 2007 bis 12. April 2016: Christophe Pierre
- 9. Juli 2016 bis 15. November 2021: Franco Coppola
- seit 7. Juli 2022: Joseph Spiteri